# Which Brings Me to You
Which Brings Me to You ist ein US-amerikanischer Spielfilm aus dem Jahr 2023 von Regisseur Peter Hutchings mit Lucy Hale und Nat Wolff in den Hauptrollen. Das Drehbuch von Keith Bunin basiert auf dem gleichnamigen Roman von Julianna Baggot und Steve Almond.

## Handlung
Jane und Will lernen sich auf der Hochzeit von Sarah und Matt kennen und fühlen sich sofort zueinander hingezogen. Will spielte mit dem Bräutigam Matt in einer Band, Jane ging mit der Braut Sarah zur Schule. In der Garderobe fallen sie kurz übereinander her, Will bricht aber ab und möchte, dass sie zuerst miteinander reden.
Jane verlässt enttäuscht die Hochzeit, Will fährt ihr hinterher. Im Auto lernen sie sich näher kennen. Will ist Werbefotograf, Jane ist freiberufliche Journalistin, die gerade für einen Artikel für Vanity Fair über einen Mord in den Hamptons recheriert. Jane findet, dass sie außer dieser einen peinlichen sexuellen Erfahrung gerade eben kaum etwas gemeinsam haben. Daraufhin beginnt Will von seiner peinlichsten sexuellen Erfahrung zu berichten, bei der er unabsichtlich in sein eigenes Auge ejakuliert hatte.
Die beiden verbringen die nächsten Stunden miteinander und tauschen Details über ihre vergangenen Affären und Beziehungen aus und begeben sich auf einen Road-Trip. Unter anderem brechen sie in den Freizeitpark Keansburg ein. Nach einer gemeinsamen Nacht gesteht Will Jane, dass er eine fünfjährige Tochter Juliet hat. Jane bricht daraufhin auf, weil er ihr diese wichtige Information verschwiegen hat, kehrt aber nach einer kurzen Nachdenkpause zu ihm zurück und die beiden beschließen, künftig gemeinsam durchs Leben zu gehen.

## Besetzung und Synchronisation
Die deutschsprachige Synchronisation übernahm die Mixwerk Synchron. Dialogregie führte Heike Schroetter, das Dialogbuch schrieb Angela Ringer.
| Rolle   | Darsteller         | Synchronsprecher       |
| ------- | ------------------ | ---------------------- |
| Will    | Nat Wolff          | Sebastian Fitzner      |
| Audrey  | Britne Oldford     | Nicole Hannak          |
| Eddie   | Michael Mulheren   | Thomas Kästner         |
| Elton   | Alexander Hodge    | Sebastian Kluckert     |
| Eve     | Genevieve Angelson | Johanna von Gutzeit    |
| Jane    | Lucy Hale          | Magdalena Höfner       |
| Jodi    | Erin Ruth Walker   | Katharina Schwarzmaier |
| Juliet  | Kenzie Grey        | Leyla Görgülü          |
| Kit     | Nancy Meyer        | Heike Schroetter       |
| Marie   | Emily Bautista     | Karina Klüber          |
| Mark    | Ward Horton        | Max Felder             |
| Michael | Chase Liefeld      | Jonas Lauenstein       |
| Olivia  | Marceline Hugot    | Sabina Trooger         |
| Todd    | Reilly Walters     | Dirk Stollberg         |
| Wallace | John Gallagher Jr. | Florian Clyde          |

## Veröffentlichung
Premiere war am 30. September 2023 am Woodstock Film Festival. In den USA kam der Film am 19. Januar 2024 in die Kinos. Eine deutschsprachige Version erschien am 5. April 2024 auf Blu-ray Disc. Auf Sky/WOW wurde der Film am 24. August 2024 veröffentlicht.

## Produktion und Hintergrund
Der Film wurde von BCDF Pictures, Anonymous Content, Mister Smith Entertainment und Three Point Capital produziert, als Produzent fungierten Claude Dal Farra und Brian Keady und als Executive Producer unter anderem die Hauptdarsteller Lucy Hale und Nat Wolff. Dreharbeiten fanden ab September 2022 in New York City und im US-Bundesstaat New Jersey statt.
Die Kamera führte Karina Silva, die Musik schrieb Spencer David Hutchings, die Montage verantwortete Jason Nicholson und das Casting Allison Estrin. Das Production-Design gestaltete Adri Siriwatt und das Kostümdesign Carisa Kelly. In Deutschland übernahm den Verleih Leonine Distribution. Hauptdarstellerin Lucy Hale und Regisseur Peter Hutchings hatten zuvor für den Film Küss mich, Mistkerl! (2021) zusammengearbeitet.

## Soundtrack
1. It Had to Be You (Opening Title)[10]
2. Baby Won’t You Please Come Home (von Joshua Wilson)
3. Beach Pickup
4. Our Special Place
5. I’ll See You Around
6. We’re Criminals
7. Thanks for the Ride
8. You’re Welcome (von Heather Masse)
9. The Irish Goodbye
10. I’m Sad You Have to Go
11. Are You Even in This Class
12. Gymnopédie no. 1 / Rooftop Romance
13. Planning Paris
14. Drop a Pin
15. Someone to Watch Over Me (von Julianna Peacock)
16. Almost Married
17. His Name Was Wallace Fielding
18. In or Out
19. Goodbye
20. It Had to Be You
21. This Is Different
22. Who’s Juliette
23. Let’s Tell a Story, pt. 1
24. Let’s Tell a Story, pt. 2
25. I’m Sad You Have to Go (reprise)

## Rezeption
Von den am 3. Februar 2024 bei Rotten Tomatoes aufgeführten 27 Kritiken waren 67 Prozent positiv bei einer durchschnittlichen Bewertung  von 6,1 der 10 möglichen Punkte. Bei Metacritic erhielt der Film am 24. August 2024 einen Metascore von 52 von 100 möglichen Punkten, der auf vier Rezensionen basierte.
Oliver Armknecht vergab auf film-rezensionen.de sechs von zehn Punkten. Auch wenn sich der Film nicht immer die Zeit nehme, um die einzelnen Geschichten auszuarbeiten, sei die tragikomische Zeitreise sehenswert, vor allem auch wegen der Besetzung.
In der Woche vom 18. bis zum 24. Juli 2025 stieg der Film in die deutsche Film-Wochencharts von Prime Video auf Platz zwei ein.